# 이지애
이지애(李智愛, 1981년 5월 13일~)는 대한민국의 방송인이다.

## 학력
- 1994년 서울문정초등학교(졸업)
- 1997년 문정중학교(졸업)
- 2000년 서울세종고등학교(졸업)
- 2004년 성신여자대학교 정치외교학, 심리학(학사)
- 2016년 한양대학교 언론정보대학원(석사)

## 경력
- 2006년~2014년 5월: KBS 32기 공채 아나운서(KBS 강릉방송국 지역근무)
- 2014년 5월~: 프리랜서

## 가족 관계
- 배우자: 김정근(1977년 11월 30일~), 2010년 결혼
- 딸: 김서아(2017년 1월 14일~)
- 아들: 김도윤(2019년 2월 14일~)

## 방송 활동

### KBS 아나운서 시절

#### TV
| 연도      | 방송사 | 프로그램               | 담당            | 진행 기간                        | 비고                                                             |
| --------- | ------ | ---------------------- | --------------- | -------------------------------- | ---------------------------------------------------------------- |
| 2007      | KBS1   | KBS 뉴스 12            | 패널            |                                  |                                                                  |
| 2007      | KBS2   | KBS 일요뉴스타임       | 패널            |                                  |                                                                  |
| 2007      | KBS2   | 와우! 화제와 현장      | 진행            |                                  |                                                                  |
| 2007      | KBS1   | 도전! 골든벨           | 진행취소        | 2007년 5월 27일                  | 375회 인천지역 7개 학교 연합 <발명 골든벨>(새 여자MC 진행취소)   |
| 2008~2012 | KBS2   | KBS 연예대상           | 특별진행        |                                  |                                                                  |
| 2008      | KBS1   | KBS 2008 총선 개표방송 | 특별패널        | 2008년 4월 9일                   | 특별코너                                                         |
| 2007~2008 | KBS2   | 좋은나라 운동본부      | 진행            | 2007년 5월 4일 ~2008년 3월 28일  |                                                                  |
| 2007~2008 | KBS1   | 남북의 창              | 진행            | 2007년 11월 5일~2008년 7월 14일  |                                                                  |
| 2007~2009 | KBS1   | KBS 스포츠 9(주말)     | 진행            | 2007년 11월 10일~2009년 4월 19일 |                                                                  |
| 2008~2010 | KBS1   | 6시 내고향             | 진행            | 2008년 3월 31일~2010년 5월 7일   | [ 4 ]                                                            |
| 2007      | KBS1   | 문화지대               | 진행            |                                  |                                                                  |
| 2008      | KBS1   | 전국노래자랑           | 특별진행        | 2008년 6월 29일                  | 상반기 결선                                                      |
| 2009      | KBS2   | 상상더하기             | 고정진행        |                                  |                                                                  |
| 2009      | KBS2   | 스타 골든벨            | 2009년 10월 3일 | 참가자                           | 246회<추석특집 - KBS 아나운서 총 출동!> <'골' 라인> 도전석       |
| 2009      | KBS1   | 오천만의 아이디어      | 진행            |                                  |                                                                  |
| 2009      | KBS1   | 일요 스포츠 쇼         | 진행            |                                  |                                                                  |
| 2009      | KBS2   | 이야기쇼 락            | 진행            |                                  |                                                                  |
| 2009      | KBS2   | 여유만만               | 출연            | 12월 7일                         | 스타매거진 <사랑하고 싶은 여자 - 이재와의 유쾌한 데이트>         |
| 2009      | KBS2   | 1 대 100               | 첫도전자        | 11월 3일 127회                   | 1인 첫진행자(1회 도전자)                                         |
| 2018      | KBS2   | 1 대 100               | 재도전자        | 4월 3일 517회                    | 1인 재진행자(2회 재도전자)                                       |
| 2010      | KBS2   | 세대공감 토요일        | 진행            | 2010년 1월 16일~2010년 5월 8일   |                                                                  |
| 2010      | KBS2   | 다큐멘터리 3일         | 출연            |                                  | 164회 세상을 여는 목소리 - KBS 아나운서 3일                      |
| 2010      | KBS2   | 감성다큐 미지수        | 내레이션        | 2010년 5월 22일~2010년 12월 4일  |                                                                  |
| 2010~2013 | KBS2   | 생생정보통             | 진행            | 2010년 5월 3일~2014년 2월 20일   |                                                                  |
| 2011      | KBS2   | TOP밴드 (시즌 1)       | 진행            | 6월 4일~12월 17일                |                                                                  |
| 2011      | KBS1   | 토요일 가족이 부른다   | 참가자          | 2011년 10월 8일                  | 오정연 아나운서와 함께 출연                                      |
| 2011~2013 | KBS2   | VJ특공대               | 진행            | 2011년 11월 11일~2013년 4월 5일  | 이후 다시보기 불가                                               |
| 2012      | KBS2   | 의뢰인 K               | 진행            |                                  |                                                                  |
| 2012      | KBS2   | TOP밴드 2              | 진행            | 2012년 5월 5일~2012년 10월 13일  |                                                                  |
| 2012      | KBS2   | 근로자 가요제          | 특별진행        | 2013년                           | 제34회                                                           |
| 2013      | KBS2   | 황금 카메라            | 진행            |                                  |                                                                  |
| 2020      | KBS2   | 퀴즈 위의 아이돌       | 출연            |                                  | 게스트 12회                                                      |
| 2023      | KBS1   | 우리말 겨루기          | 도전자          | 5월 29일                         | 960회 가정의 달 특집 - 김정근 방송인 남편과 함께 도전함(2인 1조) |

#### 라디오
| 역대      | 방송사       | 프로그램             | 담당 | 비고 |
| --------- | ------------ | -------------------- | ---- | ---- |
| 2009~2014 | KBS 쿨FM     | 이지애의 상쾌한 아침 | 진행 |      |
| 2011      | KBS 클래식FM | 세상의 모든 음악     |      |      |

### 프리랜서

#### 텔레비전
- 2014년 tvN 《창조 오디션 - 300초의 승부》
- 2015년 SBS CNBC 《이지애의 비즈인사이드》
- 2015년 EBS 《생방송 60분 부모》
- 2015년 JTBC 《우리집》
- 2015년 채널A 《두근두근 감동카메라 미사고》
- 2015년 TV조선 《영수증을 보여줘》
- 2015년 채널A 《동갑내기 여행하기》
- 2015년 O tvN 《제다이: 제대로 다루는 이슈》
- 2015년~2015년 채널A 《강소기업 성공비밀 황금열쇠》
- 2016년~2020년 EBS 《장학퀴즈》
- 2016년~2017년 EBS 《LIVE TALK 부모》
- 2017년~ MBN 《아궁이》
- 2019년 JTBC 《다큐 플러스》 56회 : 별별 다이어트 전성시대 - 내레이션
- 2021년 MBC TV 《생방송 연금복권 720+》[7]
- 2021년 TV CHOSUN 《내 몸 사용설명서》
- 2022년 KBS1 《다큐On》 136회 : 사람의 땅, DMZ의 봄 - 내레이션

#### 라디오
- 2015년 EBS FM 《책 읽는 라디오 낭독 시리즈》
- 2017년~ 국군방송 국방FM 《명상의 시간》

#### 게스트 출연

##### 텔레비전
- 2014년 JTBC 《마녀사냥》
- 2015년 MBC 《세상을 바꾸는 퀴즈》
- 2015년 MBC 《진짜 사나이 여군특집》
- 2015년 채널A 《동갑내기 여행하기》
- 2017년 SBS 《동상이몽 2 - 너는 내 운명》 ※고정 출연
- 2019년 MBC 《생방송 행복드림 로또 6/45》 게스트 848회
- 2020년 MBC 《생방송 행복드림 로또 6/45》게스트 943회

## 영화
- 2019년 《그대 이름은 장미》 ... 방송 사회자 역(특별출연)
- 2023년 《교섭》 ... 한국 뉴스 앵커 역(특별출연)

## 광고
- 2015년 하이로닉 《더블로 리프팅》
- 2018년 구주제약 《엘씨비탐 미(美) 정》, 《엘씨비탐 파워(power) 정》

## 저서
- 2012년 퐁당 - 이지애 감성 에세이(ISBN 9788965743583)

## 수상
- 2008년 KBS 연예대상 쇼, 오락 MC 부문 신인상
- 2012년 제49회 저축의 날 국무총리표창

## 기타 경력
- 2018년 승일희망재단 홍보대사

## 같이 보기
- 이정민(31기)
- 조수빈
- 윤수영(31기)